# Білківське городище
Білківське городище — археологічна пам'ятка фортифікаційного типу, що знаходиться на території села Білки Закарпатської області України. Сліди життєдіяльності вказують на приналежність городища до залізної доби і раннього середньовіччя. Завдяки своєму розташуванню на горі поблизу річки Боржави, це поселення закритого типу, ймовірно, служило спостережним пунктом. Одним з перших, хто виявив сліди поселення був М. Смішко, який очолював археологічну експедицію Інституту суспільних наук АН УРСР. Подальші дослідження А. В. Дзембаса доводять, що в період залізної доби були закладені основи городища, які являли собою вал і рів овальної форми з одним входом, що займають площу 0,12 га. Висота валу сягала 2,2 м, а ширина біля основи становила 6 м. Рів був шириною в 5 м і глибиною в 1,3 м. На території городища виявлені уламки ліпної кераміки, які не вдалося точно визначити. Імовірно, їх можна віднести до Гальштатського періоду. Також знайдені обвуглені дерев'яні конструкції. Городище є одним з перспективних об'єктів для археологічних досліджень в своєму часовому розрізі, хоч і відноситься до недостовірних. У 8-9 ст. н. е. це місце також послужило основою для слов'янського городища.